# Duc de Westminster
Le titre de duc de Westminster a été créé en 1874 par la reine Victoria dans la pairie du Royaume-Uni en faveur de Hugh Grosvenor, 3e marquis de Westminster. Il tire son nom d'un ancien domaine de la cité de Westminster, correspondant à l'actuel quartier de Belgravia. 
Sous George III, sir Richard Grosvenor, 7e baronnet devient baron Grosvenor (1761) puis vicomte Belgrave et comte Grosvenor en 1784. Son fils, Robert, 2e comte Grosvenor, devient marquis de Westminster à l'occasion du couronnement de Guillaume IV en 1831.
Le duc détient les titres subsidiaires de baron Grosvenor d'Eaton (1761), comte Grosvenor (1784), vicomte de Belgrave, dans le Cheshire (1784) et marquis de Westminster (1831). Excepté celui de marquis, tous ces titres sont dans la pairie de Grande-Bretagne. 
L'héritier apparent du duc porte traditionnellement le titre de courtoisie de comte Grosvenor. 

## Baron Grosvenor (1761)
- 1761-1802 : Richard Grosvenor (1731-1802). Créé comte Grosvenor en 1784.

## Comte Grosvenor (1784)
- 1784-1802 : Richard Grosvenor (1731-1802).
- 1802-1845 : Robert Grosvenor (1767-1845). Fils du précédent ; créé marquis de Westminster en 1831.

## Marquis de Westminster (1831)
- 1831-1845 : Robert Grosvenor (1767-1845).
- 1845-1869 : Richard Grosvenor (1795-1869). Fils du précédent ;
- 1869-1899 : Hugh Lupus Grosvenor (1825-1899). Fils du précédent ; créé duc de Westminster en 1874.

## Duc de Westminster (1874)

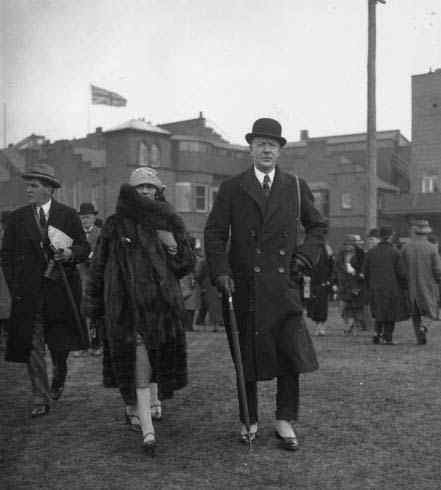
Coco Chanel à côté du 2e duc.

- 1874-1899 : Hugh Grosvenor (1825 – 1899).
- 1899-1953 :  Hugh Grosvenor (1879 – 1953). Petit-fils du précédent ;
- 1953-1963 : William Grosvenor (1894 – 1963). Cousin germain du précédent ;
- 1963-1967 : Gerald Hugh Grosvenor (1907 – 1967). Cousin germain du précédent ;
- 1967-1979 : Robert George Grosvenor (1910 – 1979). Frère du précédent ;
- 1979-2016 : Gerald Grosvenor (1951 – 2016). Fils du précédent ;
- depuis 2016 :  Hugh Grosvenor (né en 1991). Fils du précédent.

Le titre ducal se transmet par ordre de primogéniture masculine dans la descendance agnatique du premier duc. Il s'éteindra donc si l'actuel duc devait mourir sans fils. Les autres titres passeront en revanche au comte de Wilton, qui descend du troisième fils du premier marquis.

## Arbre généalogique
| Hugh Grosvenor, 1er duc de Westminster 1825–1899 |                                                 |                                                 |                                                 |                                                 |                                                 |  |  |                                                    |                                                    |                                                    |                                                    |                                                    |                                                    |  |  |                                                   |                                                   |                                                   |                                                   |                                                   |                                                   |  |  |                                                   |                                                   |                                                   |                                                   |                                                   |                                                   |  |  |  |  |  |  |  |  |  |  |  |  |  |  |  |  |  |  |  |  |  |  |  |  |
|                                                  |                                                 |                                                 |                                                 |                                                 |                                                 |  |  |                                                    |                                                    |                                                    |                                                    |                                                    |                                                    |  |  |                                                   |                                                   |                                                   |                                                   |                                                   |                                                   |  |  |                                                   |                                                   |                                                   |                                                   |                                                   |                                                   |  |  |  |  |  |  |  |  |  |  |  |  |  |  |  |  |  |  |  |  |  |  |  |  |
|                                                  |                                                 |                                                 |                                                 |                                                 |                                                 |  |  |                                                    |                                                    |                                                    |                                                    |                                                    |                                                    |  |  |                                                   |                                                   |                                                   |                                                   |                                                   |                                                   |  |  |                                                   |                                                   |                                                   |                                                   |                                                   |                                                   |  |  |  |  |  |  |  |  |  |  |  |  |  |  |  |  |  |  |  |  |  |  |  |  |
| Victor Grosvenor, Comte Grosvenor 1853–1884      | Victor Grosvenor, Comte Grosvenor 1853–1884     | Victor Grosvenor, Comte Grosvenor 1853–1884     | Victor Grosvenor, Comte Grosvenor 1853–1884     | Victor Grosvenor, Comte Grosvenor 1853–1884     | Victor Grosvenor, Comte Grosvenor 1853–1884     |  |  | Lord Henry Grosvenor 1861-1914                     | Lord Henry Grosvenor 1861-1914                     | Lord Henry Grosvenor 1861-1914                     | Lord Henry Grosvenor 1861-1914                     | Lord Henry Grosvenor 1861-1914                     | Lord Henry Grosvenor 1861-1914                     |  |  | Lord Hugh Grosvenor 1884-1914                     | Lord Hugh Grosvenor 1884-1914                     | Lord Hugh Grosvenor 1884-1914                     | Lord Hugh Grosvenor 1884-1914                     | Lord Hugh Grosvenor 1884-1914                     | Lord Hugh Grosvenor 1884-1914                     |  |  |                                                   |                                                   |                                                   |                                                   |                                                   |                                                   |  |  |  |  |  |  |  |  |  |  |  |  |  |  |  |  |  |  |  |  |  |  |  |  |
| Victor Grosvenor, Comte Grosvenor 1853–1884      | Victor Grosvenor, Comte Grosvenor 1853–1884     | Victor Grosvenor, Comte Grosvenor 1853–1884     | Victor Grosvenor, Comte Grosvenor 1853–1884     | Victor Grosvenor, Comte Grosvenor 1853–1884     | Victor Grosvenor, Comte Grosvenor 1853–1884     |  |  | Lord Henry Grosvenor 1861-1914                     | Lord Henry Grosvenor 1861-1914                     | Lord Henry Grosvenor 1861-1914                     | Lord Henry Grosvenor 1861-1914                     | Lord Henry Grosvenor 1861-1914                     | Lord Henry Grosvenor 1861-1914                     |  |  | Lord Hugh Grosvenor 1884-1914                     | Lord Hugh Grosvenor 1884-1914                     | Lord Hugh Grosvenor 1884-1914                     | Lord Hugh Grosvenor 1884-1914                     | Lord Hugh Grosvenor 1884-1914                     | Lord Hugh Grosvenor 1884-1914                     |  |  |                                                   |                                                   |                                                   |                                                   |                                                   |                                                   |  |  |  |  |  |  |  |  |  |  |  |  |  |  |  |  |  |  |  |  |  |  |  |  |
|                                                  |                                                 |                                                 |                                                 |                                                 |                                                 |  |  |                                                    |                                                    |                                                    |                                                    |                                                    |                                                    |  |  |                                                   |                                                   |                                                   |                                                   |                                                   |                                                   |  |  |                                                   |                                                   |                                                   |                                                   |                                                   |                                                   |  |  |  |  |  |  |  |  |  |  |  |  |  |  |  |  |  |  |  |  |  |  |  |  |
| Hugh Grosvenor, 2e duc de Westminster 1879–1953  | Hugh Grosvenor, 2e duc de Westminster 1879–1953 | Hugh Grosvenor, 2e duc de Westminster 1879–1953 | Hugh Grosvenor, 2e duc de Westminster 1879–1953 | Hugh Grosvenor, 2e duc de Westminster 1879–1953 | Hugh Grosvenor, 2e duc de Westminster 1879–1953 |  |  | William Grosvenor, 3e duc de Westminster 1894–1963 | William Grosvenor, 3e duc de Westminster 1894–1963 | William Grosvenor, 3e duc de Westminster 1894–1963 | William Grosvenor, 3e duc de Westminster 1894–1963 | William Grosvenor, 3e duc de Westminster 1894–1963 | William Grosvenor, 3e duc de Westminster 1894–1963 |  |  | Gerald Grosvenor, 4e duc de Westminster 1907–1967 | Gerald Grosvenor, 4e duc de Westminster 1907–1967 | Gerald Grosvenor, 4e duc de Westminster 1907–1967 | Gerald Grosvenor, 4e duc de Westminster 1907–1967 | Gerald Grosvenor, 4e duc de Westminster 1907–1967 | Gerald Grosvenor, 4e duc de Westminster 1907–1967 |  |  | Robert Grosvenor, 5e duc de Westminster 1910–1979 | Robert Grosvenor, 5e duc de Westminster 1910–1979 | Robert Grosvenor, 5e duc de Westminster 1910–1979 | Robert Grosvenor, 5e duc de Westminster 1910–1979 | Robert Grosvenor, 5e duc de Westminster 1910–1979 | Robert Grosvenor, 5e duc de Westminster 1910–1979 |  |  |  |  |  |  |  |  |  |  |  |  |  |  |  |  |  |  |  |  |  |  |  |  |
| Hugh Grosvenor, 2e duc de Westminster 1879–1953  | Hugh Grosvenor, 2e duc de Westminster 1879–1953 | Hugh Grosvenor, 2e duc de Westminster 1879–1953 | Hugh Grosvenor, 2e duc de Westminster 1879–1953 | Hugh Grosvenor, 2e duc de Westminster 1879–1953 | Hugh Grosvenor, 2e duc de Westminster 1879–1953 |  |  | William Grosvenor, 3e duc de Westminster 1894–1963 | William Grosvenor, 3e duc de Westminster 1894–1963 | William Grosvenor, 3e duc de Westminster 1894–1963 | William Grosvenor, 3e duc de Westminster 1894–1963 | William Grosvenor, 3e duc de Westminster 1894–1963 | William Grosvenor, 3e duc de Westminster 1894–1963 |  |  | Gerald Grosvenor, 4e duc de Westminster 1907–1967 | Gerald Grosvenor, 4e duc de Westminster 1907–1967 | Gerald Grosvenor, 4e duc de Westminster 1907–1967 | Gerald Grosvenor, 4e duc de Westminster 1907–1967 | Gerald Grosvenor, 4e duc de Westminster 1907–1967 | Gerald Grosvenor, 4e duc de Westminster 1907–1967 |  |  | Robert Grosvenor, 5e duc de Westminster 1910–1979 | Robert Grosvenor, 5e duc de Westminster 1910–1979 | Robert Grosvenor, 5e duc de Westminster 1910–1979 | Robert Grosvenor, 5e duc de Westminster 1910–1979 | Robert Grosvenor, 5e duc de Westminster 1910–1979 | Robert Grosvenor, 5e duc de Westminster 1910–1979 |  |  |  |  |  |  |  |  |  |  |  |  |  |  |  |  |  |  |  |  |  |  |  |  |
|                                                  |                                                 |                                                 |                                                 |                                                 |                                                 |  |  |                                                    |                                                    |                                                    |                                                    |                                                    |                                                    |  |  |                                                   |                                                   |                                                   |                                                   |                                                   |                                                   |  |  | Gerald Grosvenor, 6e duc de Westminster 1951-2016 |                                                   |                                                   |                                                   |                                                   |                                                   |  |  |  |  |  |  |  |  |  |  |  |  |  |  |  |  |  |  |  |  |  |  |  |  |
|                                                  |                                                 |                                                 |                                                 |                                                 |                                                 |  |  |                                                    |                                                    |                                                    |                                                    |                                                    |                                                    |  |  |                                                   |                                                   |                                                   |                                                   |                                                   |                                                   |  |  |                                                   |                                                   |                                                   |                                                   |                                                   |                                                   |  |  |  |  |  |  |  |  |  |  |  |  |  |  |  |  |  |  |  |  |  |  |  |  |
|                                                  |                                                 |                                                 |                                                 |                                                 |                                                 |  |  |                                                    |                                                    |                                                    |                                                    |                                                    |                                                    |  |  |                                                   |                                                   |                                                   |                                                   |                                                   |                                                   |  |  | Hugh Grosvenor, 7e duc de Westminster né en 1991  |                                                   |                                                   |                                                   |                                                   |                                                   |  |  |  |  |  |  |  |  |  |  |  |  |  |  |  |  |  |  |  |  |  |  |  |  |